# Actinernus antarcticus
Espèce
Actinernus antarcticus est une espèce de la famille des Actinernidae.

## Systématique
Le nom valide complet (avec auteur) de ce taxon est Actinernus antarcticus (Carlgren, 1914).
Actinernus antarcticus a pour synonyme :
- Porponia antarctica Carlgren, 1914